# شهرستان والورس (داکوتای جنوبی)
شهرستان والورس، داکوتای جنوبی (به انگلیسی: Walworth County, South Dakota) یک سکونتگاه مسکونی در ایالات متحده آمریکا است که در داکوتای جنوبی واقع شده‌است.

## خصوصیات
شهرستان والورس ۱٬۹۲۸ کیلومترمربع مساحت دارد.